# Acetato de litio
El acetato de litio (CH3COOLi) es una sal cristalina blanca de litio y ácido acético. También se presenta dihidratado (CH3COOLi)·2H2O

## Síntesis
Acetato de litio, por reacción sal formación de hidróxido de litio son el ácido acético y preparada
{\displaystyle {\ce {LiOH{_{(s)}}+CH3COOH{_{(l)}}->CH3COOLi{_{(aq)}}+H2O{_{(l)}}}}}
Del mismo modo, la síntesis está hecha de carbonato de litio y ácido acético, con desprendimiento de dióxido de carbono sea posible.
{\displaystyle {\ce {Li2CO3{_{(s)}}+2CH3COOH{_{(l)}}->2CH3COOLi{_{(aq)}}+CO2\uparrow {_{(g)}}+H2O{_{(l)}}}}}

## Propiedades
El acetato de litio es una sustancia cristalina blanca. Se disuelve en agua y en éter y es ligeramente soluble en etanol
Dihidratado forma cristales incoloros rómbicos en dos modificaciones cristalinas: forma-α de d = 1,40 g / cm³, forma-β de d = 1,50 g / cm³.

## Usos

### Electroforesis
El acetato de litio se utiliza en el laboratorio como tampón para la electroforesis en gel del ADN y el ARN. Tiene una baja conductividad eléctrica y se puede ejecutar a mayor velocidad que puede geles hechos de tampón TAE (5-30V/cm en comparación con 5-10V/cm). A un determinado voltaje, la generación de calor y por tanto la temperatura de gel es mucho menor que con tampones TAE, por lo tanto, la tensión se puede aumentar para acelerar la electroforesis de manera que una carrera de gel tarda sólo una fracción del tiempo habitual. Aplicaciones posteriores, como el aislamiento de ADN de una rebanada de gel o análisis Southern blot, funcionará como se espera cuando se utilizan geles de acetato de litio.
El Litio ácido bórico o ácido bórico de sodio son generalmente preferible acetato de litio o TAE al analizar pequeños fragmentos de ADN (menos de 500 pb), debido a la mayor resolución de los tampones basados en borato en este rango de tamaño en comparación con tampones de acetato.

### Química
Además, sirve como un catalizador en la producción de poliéster, como inhibidores de la corrosión en las resinas polifenilsulfuro y como un catalizador en la producción de resinas alquídicas y polímeros acrílicos.

### Medicina
Se emplea en la terapia con sales de litio.

### Biotecnología
El acetato de litio también se utiliza para permeabilizar la pared celular de levadura para su uso en la transformación de ADN.